# Asociación de ganaderos franceses de toros de lidia
La Asociación de ganaderos franceses de toros de lidia es una asociación que reúne a los ganaderos franceses de toro de lidia. Gestiona los intereses de unas cuarentena ganaderías y sostiene el libro genealógico de la raza bovina de lidia. Es un organismo de selección reconocida por el ministerio de la agricultura. Es socia de la Unión de las ciudades taurinas de Francia.

## Historia

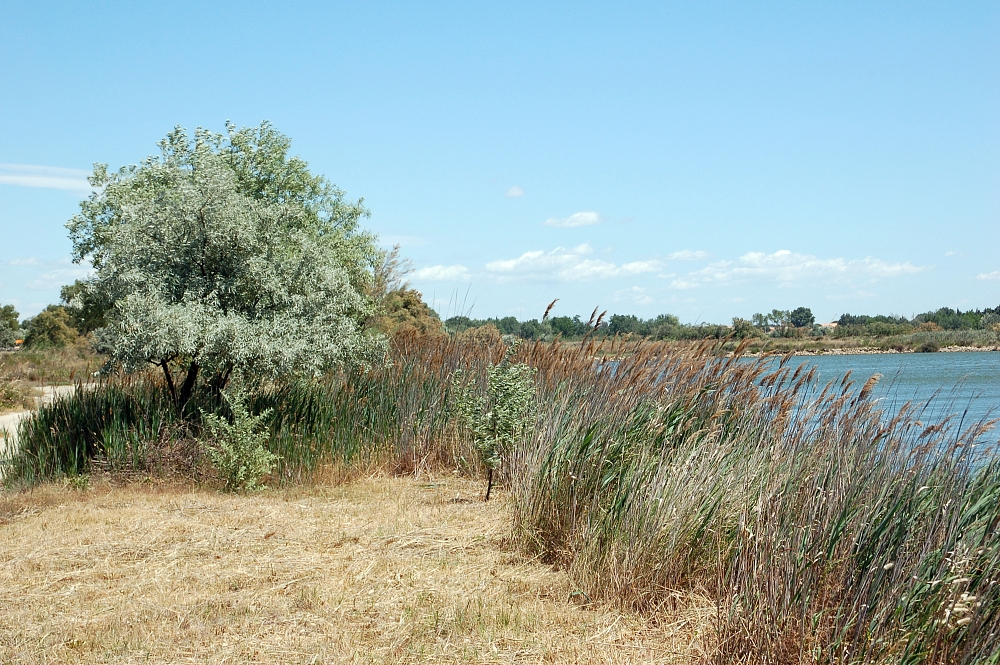
Parque natural regional de Camarga donde están elevados los toros de lidia

La asociación está fundada en 1920 en Arlés (Bocas del Ródano) Francia, por Ambrosio Boudin, padre de Pouly III. Lleva entonces el nombre de Unión los ganaderos franceses de toros de lidia. Reagrupa los ganaderos de toros de Camarga para la corridas camarguesas y los ganaderos de toros de lidia para la corrida de toros. Ambrosio Boudin poseía entonces una manada que ha mejorado con el ganado de Louis Barbero. 
Sin embargo, los productos de estos dos tipos de ganadería que están destinados a prácticas diferentes, la Unión Francesa de los ganaderos de toros de lidia se ha dividido en dos partes en 1962 : por una parte los toros de Camarga (Bocas del Ródano) para la corrida camarguesa y la carne de Camarga (AOC), de la otra los toros destinados a las corridas de toros. Esta última categoría, que comprende una treintena de ganaderías, ha sido reagrupada en 1968 al seno de la Asociación de los ganaderos franceses de toros de raza española presidida por Hubert Yonnet. El primer anuario de censo publicado el 9 de enero de 1992 contaba con veinticinco afiliados. En 2002, contaba con treinta y ocho según Robert Bérard, unas cuarentena en 2009, según Jean-Baptiste Maudet, cuarenta y seis según la lista establecida por la Asociación en 2011 contando las  tres categorías : seleccionador, aspirando y usuario.

## Selección y reparto geográfico
La mayoría de las ganaderías de toros de lidia están ubicados en la Crau, Camarga (Bocas del Ródano) Francia, en circunferencia de los Alpilles. Las demás están repartidos en el suroeste, entre Landas, Pirineos Atlánticos y Gers. Al origen, la mayoría de ganaderías implantadas en Camarga (Yonnet, Suelo, Durand, Lescot y otros) han importado de España o de Portugal los toros de raza española y las han cruzado con los toros de Camarga. Sin embargo, la evolución de la corrida las ha obligado a eliminar progresivamente la sangre camarguesa impropia en esta forma de corridas de toros. Esta orientación comenzó al finalizar los años 1940.

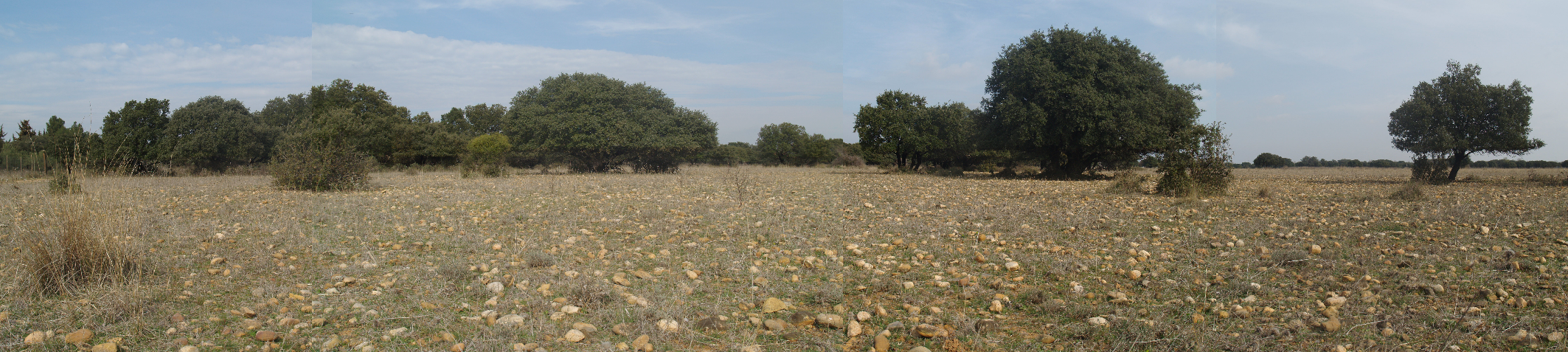
Panorama de la Crau, región de ganadería del toro de lidia

La ganadería de toros de lidia es poco rentable, por lo tanto, la mayoría de los ganaderos poseen al mismo tiempo una ganadería y una manada para la carne, para la corrida landesa y la corrida camarguesa. Es el caso de sobre todo de la ganadería Robert Margé, y de la ganadería Hubert Yonnet.
Las ganaderías de toros de lidia son menos más numerosas que las manades camarguesas reunidas al seno de la Asociación de las manadiers de toros de Camarga y de la Asociación de los ganaderos de toros de raza camarguesa que cuentan entre 117 y 130 miembros. Actualmente las ganaderías ya no son poco numerosas, en Camarga se cuenta un total de 10 000 cabezas de razas de lidia y 18 000 cabezas de raza camarguesa. La preservación de estas dos razas así como la riqueza biológica de la Camarguesa pasa por la preservación de la cultura taurina de tipo camarguesa así como de la corrida de toros o corrida de rejones.